# 立正同心教会

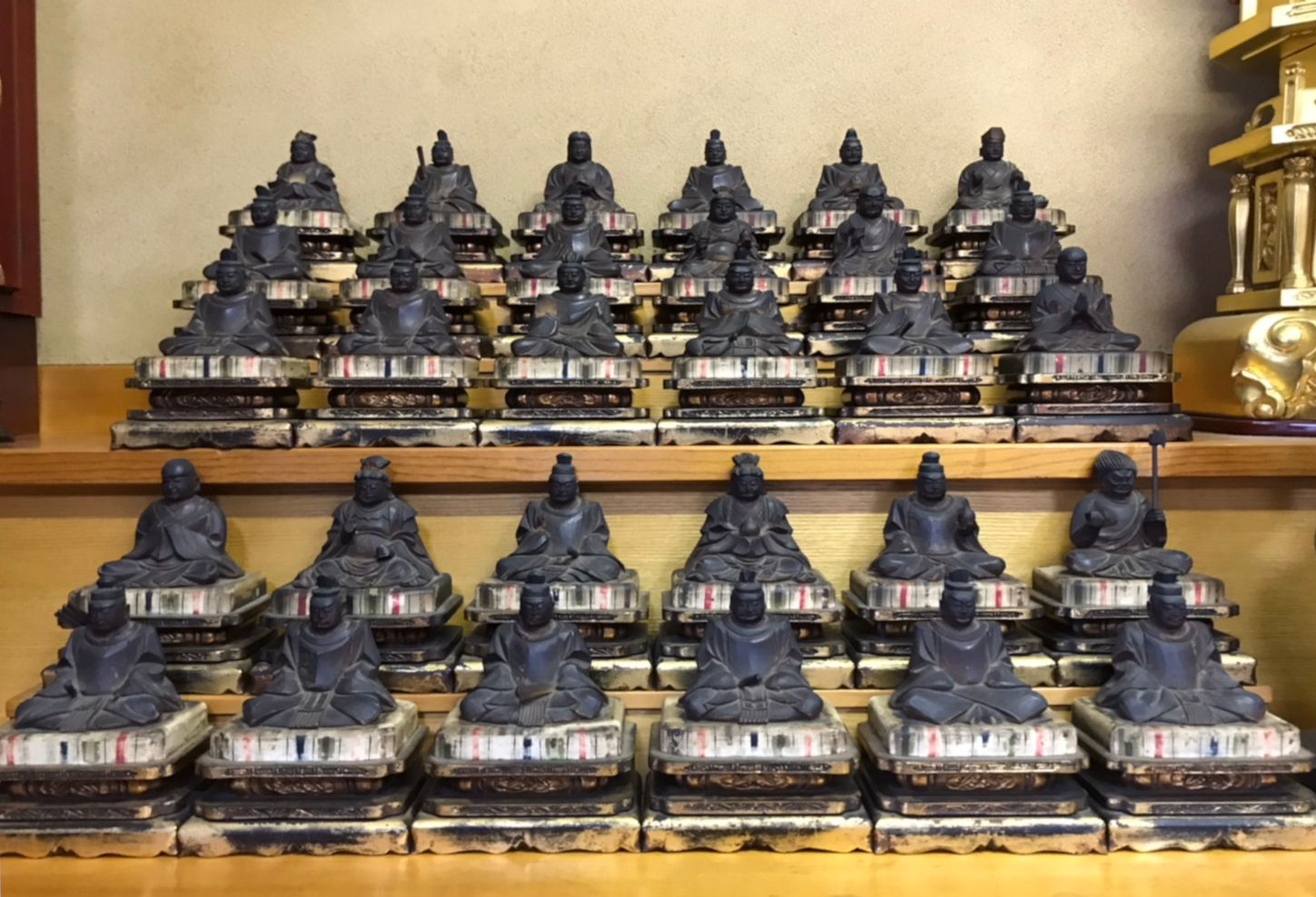
三十番神

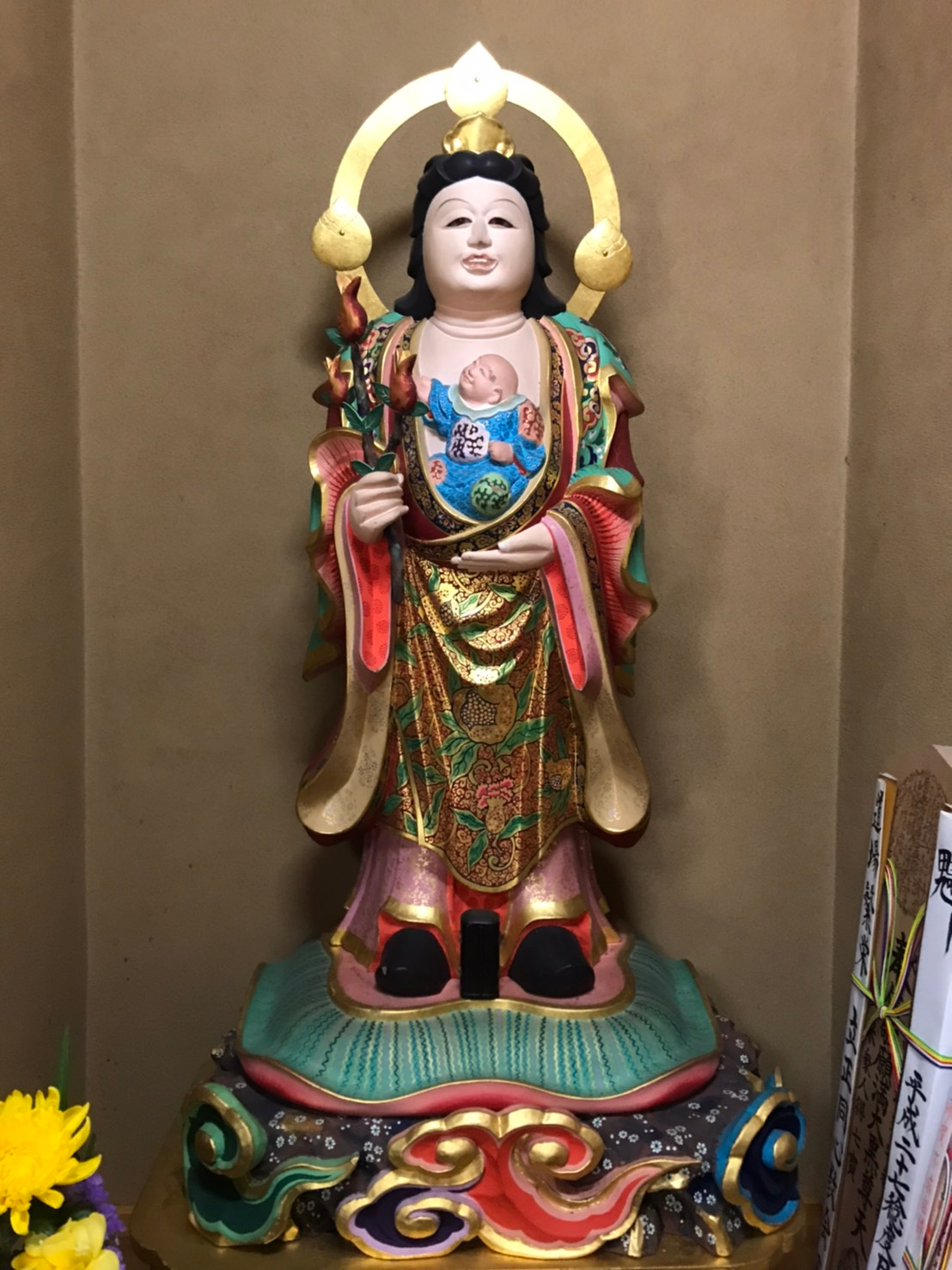
子安鬼子母神

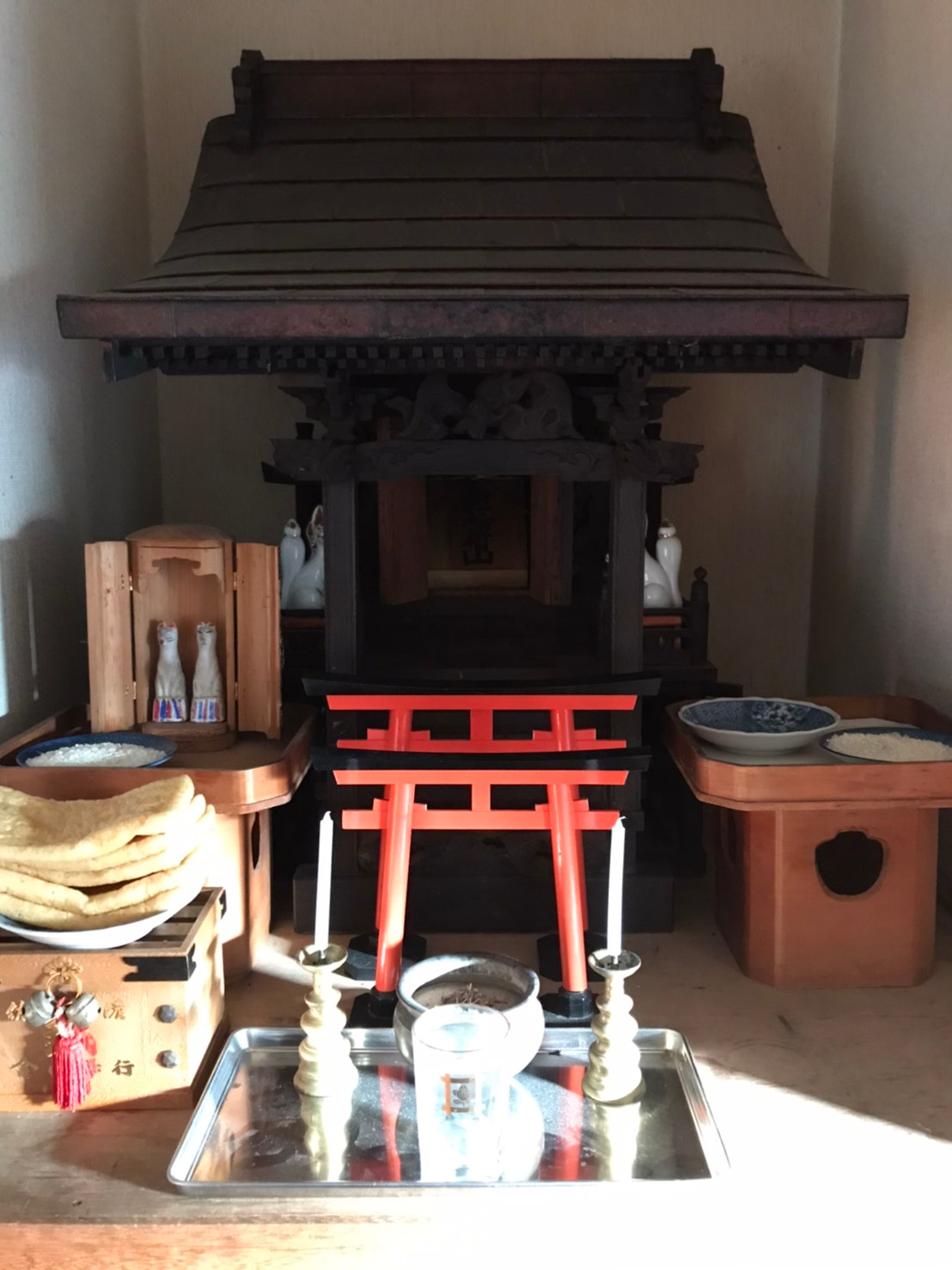
最上位経王大菩薩

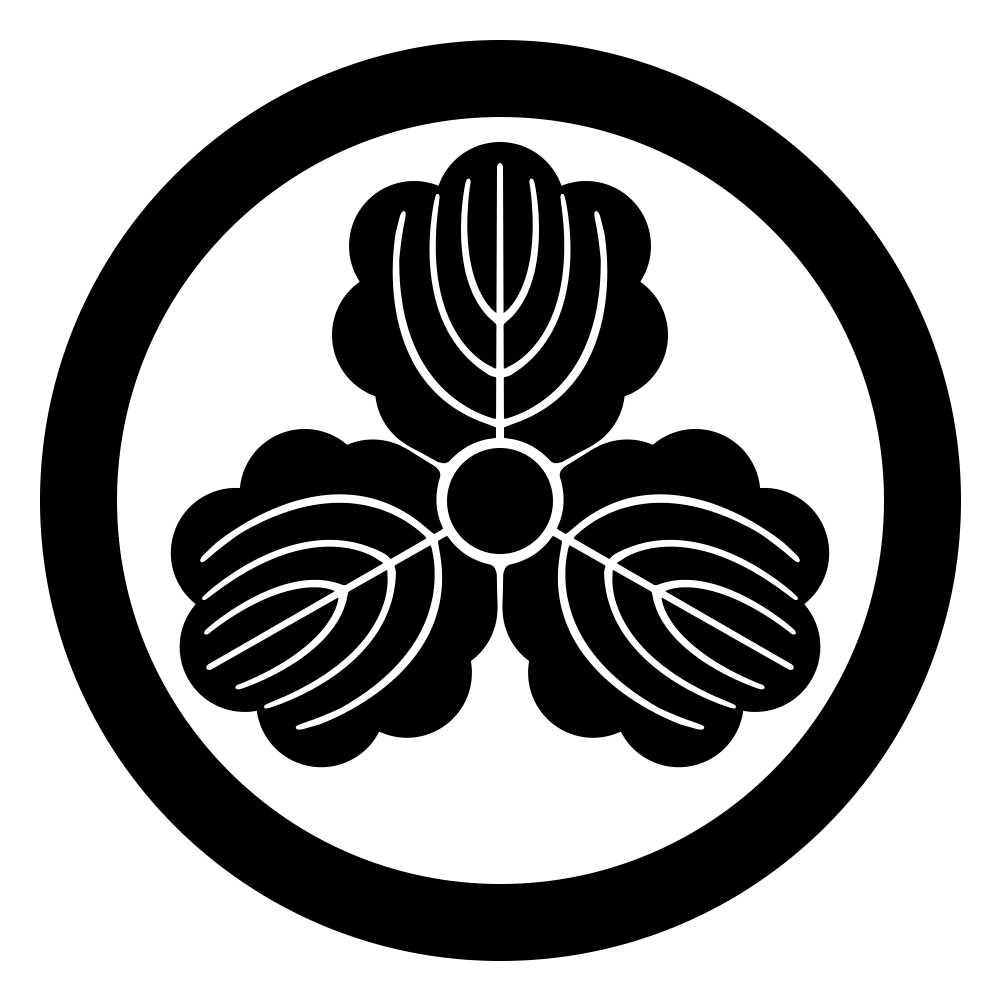
寺紋：丸に三つ柏紋

立正同心教会（りっしょうどうしんきょうかい）は、神奈川県横浜市中区にある日蓮宗の寺院。横浜中華街の中にある唯一の仏教寺院である。

## 概要
日蓮宗大本山正中山法華経寺の法脈である達師法縁に属する。　旧本寺は神奈川県横浜市西区にある平沼山久成寺。一塔両尊・日蓮聖人の他、三十番神・子安鬼子母神・鬼形鬼子母神・大黒天・七面天女・三宝荒神・正観世音菩薩・最上稲荷等を勧請する。

## 歴史
昭和17年（1942年）に平沼山久成寺中興第2世・妙光院日是(佐藤宣朗)が、関東大震災の殉難者の慰霊と横浜港の開港・横浜中華街の発展により激増した外国人に対する布教を目的として、横浜中華街内（関帝廟近辺）に開創した。その際に総代に就任した増田家より三十番神像が寄進されたが、その霊験が誠に顕著であった事から「番神堂」の名で広く知れ渡り多くの参拝者で賑わったという。その隆盛振りは、立正同心教会に面する道路が「番神堂通り」と呼ばれていた事からも窺える。これに伴い僧侶が常駐する必要が生じた事から、院代として圓殊院日明（斉藤妙榮）が任命された。
昭和34年（1959年）3月28日に妙光院日是が遷化すると、久成寺第3世・妙正院日感（佐藤壽應）が第2世となる。昭和46年（1971年）4月7日には院代・圓殊院日明が遷化。新たな院代として顕妙院日要（稲葉顕要）を任命し、昭和49年（1974年）には堂宇を現在地に移転した。
その後、寳光一心教会（神奈川県平塚市立野町）第4世であった顕隆院日行（木田修道） が法灯を継承する。法話・加持祈祷・水子供養等を中心とする布教伝道により檀信徒が増加する一方で、堂宇の老朽化が顕著となり再建を発願。現在の約3間四面の堂宇を建立した。
その後、平成10年（1998年）3月21日に顕隆院日行が、平成22年（2010年）10月9日に第5世・是心院日修（木田隆進）が、それぞれ遷化。是心院日修の遷化に伴い、隆道院日煌（安部尚宏）が法灯を継承した。平成26年（2014年）3月21日に顕隆院日行の第十七回忌に際し寺紋（丸に三つ柏紋）を制定。同じく令和2年（2020年）3月21日の第二十三回忌に際し、院代であった圓殊院日明と顕妙院日要を第2世・加歴第4世に叙歴。また、妙正院日感を第3世、顕隆院日行を中興第5世、是心院日修を中興第6世に再叙歴し、自らは第7世となる。

## 開基檀越・総代
立正同心教会の開基檀越家であり代々総代を務めた横溝家は、日本塗装発祥の地・横浜に於ける塗装業のパイオニアである。明治10年（1877年）に初代・横溝喜之助によって「渋喜」が設立。明治31年（1898年）、アメリカ式塗装術を習得した2代・横溝元次郎が「横溝元次郎塗工店」としてこれを継承、山手・元町・中華街等横浜居留地一帯の洋館や商館の塗装を一手に引き受けた。この業績が横浜をして日本塗装発祥の地たらしめた由縁となっている。
更に昭和6年（1931年）に3代・横溝武雄が継承し事業を拡大、業界の組合や協会の諸事業に積極的に参画する。昭和17年（1942年）、平沼山久成寺中興第2世・妙光院日是の求めに応じて立正同心教会の開創に全面的に協力し開基檀越となる。昭和23年（1948年）には「合資会社横溝塗工店」へと発展、昭和42年（1967年）には株式会社に改組した。また、元町公園に「塗装発祥の地記念碑」を、本覺寺（横浜市神奈川区青木町）に「全国塗装業者合同慰霊碑」を建立するなど、業界全体の物心両面に亘る向上に多大な貢献を果たした。これらの功績が認められ、建設大臣表彰・黄綬褒章・紺綬褒章・勲五等瑞宝章を受賞した。横溝家3代の業績を基盤とし、4代・横溝武矩と5代・横溝隆雄が事業を継承拡大、今日の隆盛を確立し現在に至っている。
また三十番神像を寄進した総代・増田家は“日本潜水の祖”と謳われる増田萬吉を輩出している。増田萬吉は、横浜居留地の英一番館の蔵番を務めた後、和蘭八番館の番頭となりオランダとの貿易を一手に担う事となった。明治5年（1872年）に10台のイギリス製のヘルメット式潜水器とゴム製潜水服を輸入した事を端緒に、自ら製造にも着手。これが日本に於ける本格的な潜水の先駆となった。またゴム製潜水服の製造は、日本のゴム工業の始まりとも言われている。
その後、和蘭八番館館主のノールトフーク・ヘフトの紹介で横浜居留地一帯の清掃業を請け負う事となり、明治16年（1883年）に薩摩町消防組頭の石橋六之助と共に「両名社」及び「横浜商館組」を創設、清掃と消防を事業とした。その後、明治22年（1889年）に「内外潜水業請負会社」を創立、明治28年（1895年）には「沈没船艦引上合資会社」の潜水部主任として活躍し、横浜築港や帷子川導水堤工事に多大な貢献を果たした。これらの業績から“日本潜水の祖”として称えられる事となった。

## 歴代住持
| 歴代     | 法号（俗名）          | 命日（享年［数え年］）            | 経歴 |
| -------- | --------------------- | --------------------------------- | --- |
| 開創     | 妙光院日是 (佐藤宣朗) | 昭和34年（1959年）3月28日（76歳） | 平沼山久成寺（神奈川県横浜市西区） 中興2世 権大僧正                                                                                                 |
| 2世      | 圓殊院日明 (斉藤妙榮) | 昭和46年（1971年）4月7日（87歳）  | |
| 3世      | 妙正院日感 (佐藤壽應) | 平成17年（2005年）1月26日（94歳） | 本山 聞法山頂妙寺（京都府京都市左京区） 加歴79世 平沼山久成寺（神奈川県横浜市西区） 3世 権大僧正                                                    |
| 加歴 4世 | 顕妙院日要 (稲葉顕要) | 平成5年（1993年）10月1日（94歳）  | |
| 中興 5世 | 顕隆院日行 (木田修道) | 平成10年（1998年）3月21日（50歳） | 寳光一心教会（神奈川県横浜市中区） 加歴3世 寳光一心教会（神奈川県平塚市立野町） 4世                                                                 |
| 中興 6世 | 是心院日修 (木田隆進) | 平成22年（2010年）10月9日（67歳） | 日蓮宗米国別院（アメリカ合衆国カルフォルニア州ロサンゼルス市） 9世 法言山安立寺（神奈川県川崎市多摩区） 30世 寳光一心教会（神奈川県横浜市中区） 2世 |
| 7世      | 隆道院日煌 (安部尚宏) |                                   | |

## 年中行事
- 毎月10日：題目講
- 11月10日：御報恩御会式

## 交通
- JR京浜東北・根岸線　石川町駅から徒歩15分
- みなとみらい線　元町・中華街駅3番出口（中華街出口）から徒歩2分
- 首都高速神奈川1号横羽線　横浜公園口から車で5分

## 近隣施設
- 横浜中華街
- 元町商店街　徒歩5分
- 山下公園　徒歩5分
- 横浜マリンタワー　徒歩5分

## 脚註
1. ↑  法類・法縁とは、同じ宗旨・宗派に属し密接な関係を持つ僧侶並びに寺院のこと。
2. ↑   日蓮宗大荒行200日を修め「手蝋修法」（火を灯した蝋燭を腕に立てながら行う加持祈祷）という苛烈な修行を実践した僧侶であり、3代目三遊亭圓龍（6代目三遊亭圓生の弟子）に弟子入りし「三遊亭龍光」という前座名をもらった落語家でもあった。